# Аврал

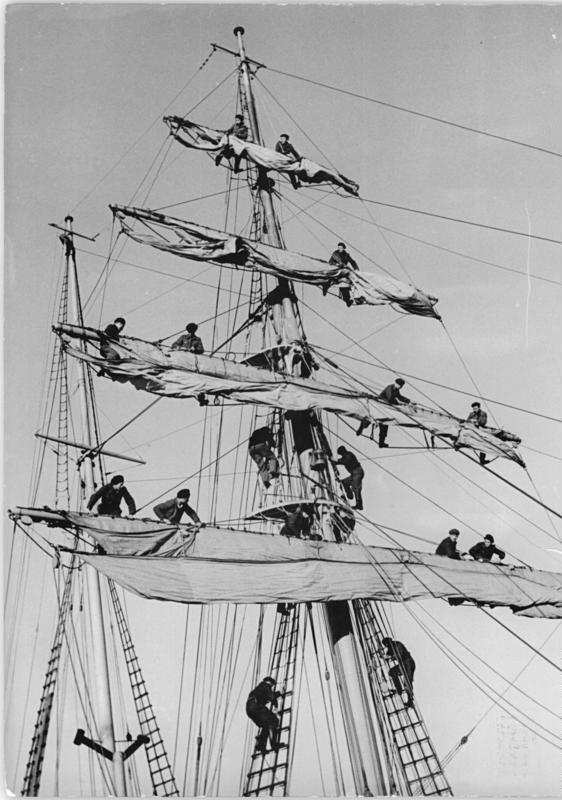
Авральні роботи на вітрильнику

Авра́л (англ. over all — загальний, всеохоплюючий або «всі нагору») — робота та службові дії на судні, що виконуються всіма членами екіпажу незалежно від посад та рангових звань. Поняття використовується і в інших сферах у визначенні загальної мобілізації робітників для виконання термінового завдання.
У вітрильному флоті до авральних робіт відносилися передусім підняття і опускання вітрил, встановлення корабля на якір та зняття з якоря, спуск і підйом шлюпок, гасіння пожежі тощо.
На сучасних суднах аврал оголошується при установці (знятті) корабля на якір (швартуванні), здійсненні вантажно-розвантажувальних робіт, приймання та здачі боєприпасів, санітарних робіт на судні, заведенні в док і виході з нього, здійсненні рятувальної операції тощо.
Для проведення авральних робіт на сучасних суднах складається авральний розклад — розподіл особового складу по систематично повторюваних роботах, що виконуються усім екіпажем (командою) або більшою його частиною.